# ユーワルー圏
ユーワルー圏（ユーワルーけん、フランス語：Cercle de Youwarou）は、マリ共和国の地方行政区画でモプティ州を構成する圏のひとつ。行政の中心地はユーワルーにおかれる。下級単位のコミューンは7つあり、2009年の統計で人口は106,768人を数える。

## コミューン
ユーワルー圏には以下のコミューンがある。
- ボンベレ・タマ（fr:Bembéré Tama）
- デボワ（fr:Déboye）
- ディルマ（fr:Dirma）
- ドンゴ (マリ共和国)（fr:Dongo (Mali)）
- ファリマケ（fr:Farimaké）
- ンドディジグ（fr:N'Dodjigu）
- ユーワルー（fr:Youwarou）